# Ruhondo-See
Der Ruhondo-See (Kinyarwanda Ikiyaga cya Ruhondo) ist ein See in der Nordprovinz von Ruanda nahe der Grenze zu Uganda.

## Geographie
Der Südwestteil liegt innerhalb des Distrikts Musanze, während der Nordostteil sich im Distrikt Burera befindet. Ein kleines Stück im Südosten gehört zum Distrikt Gakenke. Der Ruhondo-See ist vulkanischen Ursprungs. Der See hat die Form eines umgedrehten V und eine Gesamtfläche von etwa 28 km². Der östliche Arm des Sees hat eine Länge von 9 km und eine Breite von 3 km, wohingegen der westliche Arm kürzer und breiter ist. Die maximale Tiefe liegt bei 68 m. Im Mittel ist er etwa 40 m tief. Der Ruhondo-See weist sieben Inseln auf: Ubuhenesha, Abirihira, Abazigaba, Mwegerera, Akampyisi, Inyagasozi und Akanyirantoki. Er hat ein Einzugsgebiet von 198 km² und ein Volumen von etwa 1 km³. Mit einer Höhenlage von 1764 m ist er einer der höchstgelegenen Seen Ruandas. Er hat fünf Zuflüsse, darunter der nördlich auf 1862 m gelegene Burera-See und der Gasura. Zwischen den beiden Seen liegt ein Staudamm. Der Abfluss führt über ein weiteres Wasserkraftwerk nach Süden in den Mukungwa, welcher in den Nyabarongo mündet und letztlich über den Nil ins Mittelmeer. Im Norden des Sees befindet sich ein Sumpfgebiet mit einer Fläche von etwa 5 km² und im Nordwesten erstrecken sich die Virunga-Vulkane, darunter am höchsten der Muhabura (4127 m) und westlich davon der Gahinga (3474 m) und Sabinyo (3645 m). Der Gesamtniederschlag im Seengebiet liegt zwischen 1400 und 1800 mm pro Jahr und die Temperaturen zwischen 10 und 25 °C. Der pH-Wert des Sees ist mit 8,36 alkalischer als der Burera-See. Die mittlere Wassertemperatur liegt bei 22,6 °C.

## Fauna
Der See ist recht artenarm. Zur Fischfauna zählen Raubwelse und eingeführte Buntbarsche. Im Burera-See wurde zudem 1991 die Karpfenfischart Rastrineobola argentea eingeführt, um die lokale Fischerei zu fördern. Diese breitete sich in der Folge auch im Ruhondo-See aus.

## Wirtschaft
Sowohl der Burera- als auch der Ruhondo-See werden zur hydroelektrischen Stromerzeugung genutzt. Zudem dienen sie zur Fischerei.

## Galerie

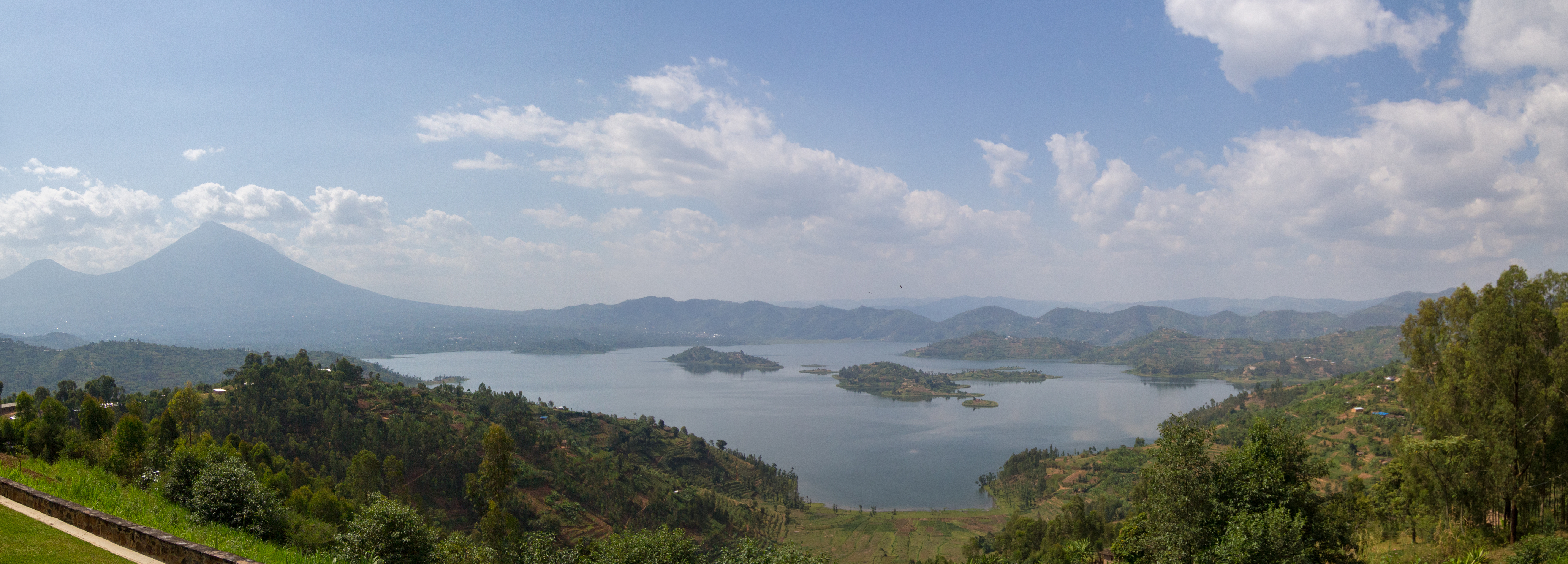
Seepanorama
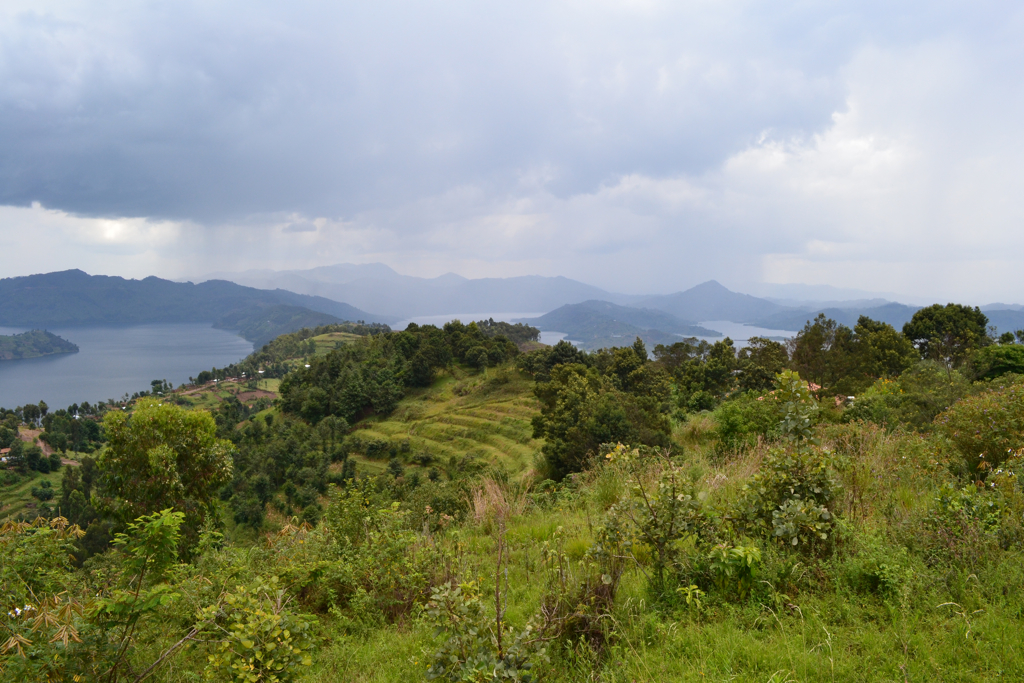
Übergang vom Burera-See (links) zum Ruhondo-See (rechts)